# Diabulimia
La diabulimia è un sottotipo di disturbo del comportamento alimentare identificato intorno all'anno 2009 da un gruppo di medici britannici i quali avevano rilevato come un certo numero di pazienti (prevalentemente femmine) diabetici (Diabete tipo 1, insulino-dipendente) non gestivano correttamente le dosi di insulina prescritte. Nella diabulimia i pazienti diabetici con una condotta alimentare di tipo anoressico, bulimico od ortoressico, dopo aver scoperto che l'insulina è un ormone anabolico, iniziano a gestirne l'utilizzo finalizzandolo allo scopo di perdere peso inducendo una condizione di catabolismo che ha come conseguenza la perdita di massa corporea. Le conseguenze in acuto del sottodosaggio volontario di insulina in un paziente affetto da diabete tipo 1 sono quelle che conseguono ad una condizione di chetoacidosi, sul lungo periodo si presenteranno le complicanze tipiche del diabete mal compensato ovvero peggioramento della funzionalità renale, neuropatie, retinopatie, cardiopatie, osteoporosi e possibilità di morte improvvisa. Il termine diabulimia deriva dalla crasi delle parole diabete e bulimia. Ad oggi la diabulimia non è ancora riconosciuta dalla comunità psichiatrica come una patologia e non risulta inserita nella attuale 5a versione del DSM (Diagnostic and Statistical Manual of Mental Disorders).